# Las Palmas II
Las Palmas II es un lugar designado por el censo ubicado en el condado de Cameron en el estado estadounidense de Texas. En el Censo de 2010 tenía una población de 1.605 habitantes y una densidad poblacional de 2.025,14 personas por km².

## Geografía
Las Palmas II se encuentra ubicado en las coordenadas 26°12′6″N 97°44′15″O / 26.20167, -97.73750. Según la Oficina del Censo de los Estados Unidos, Las Palmas II tiene una superficie total de 0.79 km², de la cual 0.78 km² corresponden a tierra firme y (0.98%) 0.01 km² es agua.

## Demografía
Según el censo de 2010, había 1.605 personas residiendo en Las Palmas II. La densidad de población era de 2.025,14 hab./km². De los 1.605 habitantes, Las Palmas II estaba compuesto por el 89.6% blancos, el 0.25% eran afroamericanos, el 1.31% eran amerindios, el 0.25% eran asiáticos, el 0% eran isleños del Pacífico, el 6.92% eran de otras razas y el 1.68% pertenecían a dos o más razas. Del total de la población el 94.95% eran hispanos o latinos de cualquier raza.